# Spaltensatz

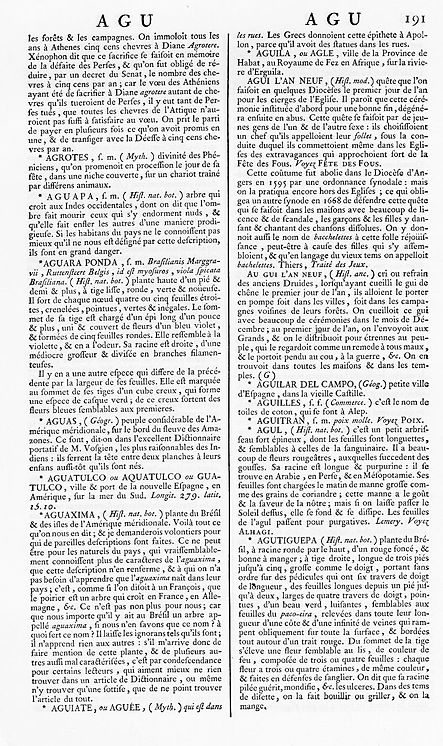
Spaltensatz der Seite 1:191 der Encyclopédie mit dem Eintrag über die Aguaxima

Spaltensatz bezeichnet im Buchdruck den zur Seite gestalteten Satz eines Druckwerks. Dessen einzelne Spalte (abgekürzt Sp.) heißt Kolumne (von lateinisch columna ‚Säule‘), insbesondere wenn sie bei mehrspaltigem Satz einen geschlossenen Text umfasst. Der Mehrspaltensatz ist für großformatige Bücher von Beginn des Buchdrucks an üblich und folgt darin dem Vorbild großformatiger Handschriften in Kodex-Form.

## Geschichte

### Kolumnen in Handschriften

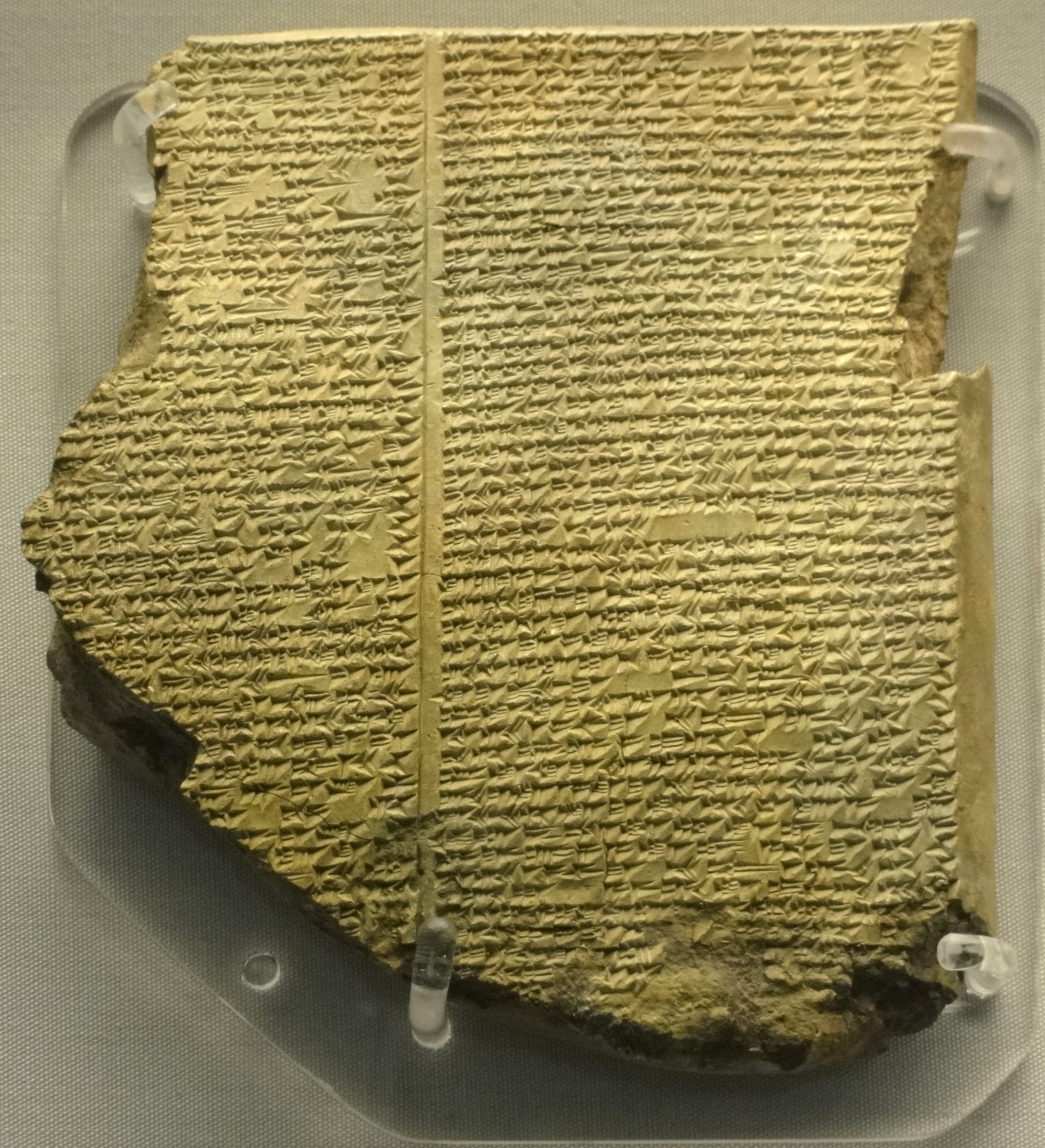
Kolumnen iv und v auf der Rückseite von Tafel 11 des Gilgamesch-Epos (Handschrift K 3375 des British Museum, 7. Jh. v. Chr.)

Die Verteilung von Text auf mehrere Kolumnen ist etwa so alt wie die Literatur. So wurde das akkadische Gilgamesch-Epos in seiner Standardversion, wie sie aus der Bibliothek des Aššurbanipal bekannt ist, auf Tafeln geschrieben, die in einem festen Layout auf Vorder- und Rückseite jeweils drei Kolumnen Text enthielten.
Auch ägyptische Texte wurden seit dem Alten Reich häufig in Kolumnen geschrieben, wobei die vertikalen Textzeilen etwa der Pyramidentexte möglicherweise als Vorbild dienten. Für längere Papyrusrollen bot sich deshalb grundsätzlich die Anordnung des Textes in Kolumnen an. In Papyrus-, Leder- oder Pergamentrollen blieb die Anordnung des Textes in Kolumnen auch dann der Standard, als diese nach der Erfindung des Alphabets für Schriften gebräuchlich wurden, die keine vertikalen Zeilen kannten, wie die hebräische oder griechische Schrift. Beispiele unter den Schriftrollen vom Toten Meer sind z. B. die hebräische Tempelrolle oder die griechische Zwölfprophetenrolle vom Nachal Chever.

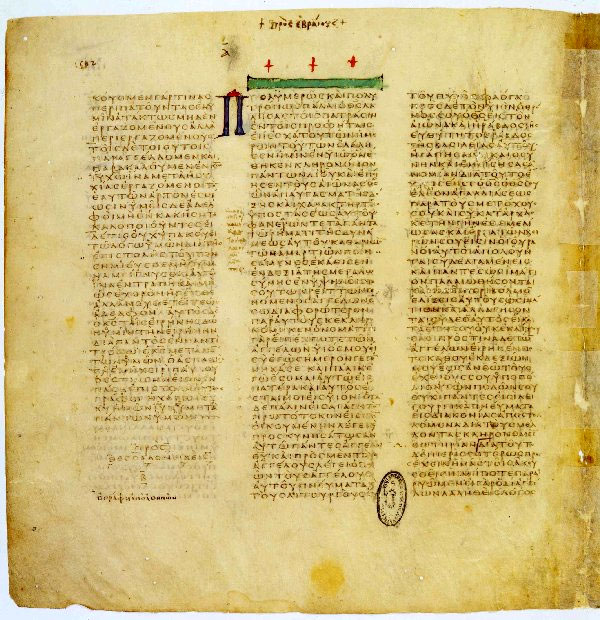
S. 1512 des Codex Vaticanus Graecus 1209 (4. Jh. n. Chr.), mit dem Ende des 2. Thessalonicherbriefs in der ersten und dem Beginn des Hebräerbriefs in der zweiten Kolumne

Nach der Erfindung des Codex wählte man für großformatige Handschriften um der Übersichtlichkeit willen ebenfalls ein mehrspaltiges Layout. So ist der griechische Codex Vaticanus, die älteste erhaltene Vollbibel, größtenteils in drei Spalten geschrieben, der Codex Sinaiticus in vier Spalten. Da die griechische Schrift damals keine Wortzwischenräume kannte und die Zeilenenden nicht mit einem Wortende zusammenfallen mussten, war auch bei relativ schmalen Kolumnen ein gleichmäßiges Erscheinungsbild möglich. Auch syrische und hebräische Bibelkodizes, z. B. die älteste bekannte Handschrift der vollständigen Hebräischen Bibel, der Codex von Aleppo, nutzten ein mehrspaltiges Layout.

### Kolumnen im Buchdruck
Die ersten gedruckten Bücher orientierten sich am Erscheinungsbild der Handschriften ihrer Zeit. So war die lateinische Gutenberg-Bibel in zwei Spalten gesetzt. In der Mitte des 18. Jahrhunderts konnte der Zedler feststellen, dass in den kleinen und der ganz überwiegenden Zahl von Büchern nur eine Kolumne zu finden sei. Nur bei größeren gebe es manchmal zwei, drei oder mehr Kolumnen. In der Zeit danach hat sich bei den Buchdruckern der Gebrauch entwickelt, die ganze Druckseite als „Columne“ zu bezeichnen, siehe Kolumne (Seite). Eine Seite mit zweispaltigem Satz wurde dementsprechend als „gespaltene Columne“ bezeichnet. Die ausschließliche Verwendung des Begriffs „Kolumne“ als Druckspalte hat sich erst seit dem 20. Jahrhundert durchgesetzt.

## Verwendung der Kolumne
Die Kolumne ist ein Textgliederungsmittel. „Die Kolumne kann den gesamten Satz bzw. Schriftspiegel füllen; dieser kann aber auch in mehrere Kolumnen unterteilt sein.“
Der Name leitet sich daher ab, dass die im Satz seitlich am Rand als Marginalien angeordneten Kolumnen den Kolumnentitel als Seitenüberschrift stützen und den zentralen, fließenden Haupttext umfassen. Sie geben damit den Seiten eine einheitliche Struktur.

## Mehrspaltiger Satz
Es gibt verschiedene Arten der Mehrspaltigkeit. So kann ein fortlaufender Text in Spalten gesetzt sein (Spaltensatz), aber auch mehrere Texte oder unterschiedliche Textteile in Kolumnen auf einer Seite angeordnet sein (Kolumnensatz). Mehrspaltensatz ist prinzipiell meist als Blocksatz immer gleicher Zeilenlänge ausgeführt.
Die Form der Anordnung mit Kolumnen wählt der Buchgestalter oder Typograf dann, wenn sich die Textteile aufeinander beziehen, also z. B. Ergänzungen, Erklärungen und Kommentare zum Haupttext sind. Somit wird das Lesen und Verständnis des Textes erleichtert. Hier können die Kolumnen eine unterschiedliche Breite und Schriftgröße haben. Diese Art von Mehrspaltigkeit findet man häufig bei wissenschaftlichen Werken, z. B. bei juristischen Texten.
Die Verwendung von mehreren Kolumnen bei fortlaufendem Text findet man häufig bei Nachschlagewerken, Zeitschriften und Zeitungen. Der Vorteil des mehrspaltigen Satzes als Textgestaltung liegt darin, dass insbesondere bei großformatigem Papier die Zeilenlänge kurz gehalten wird: Zeilen zu 30 bis 40 Zeichen lassen sich ohne sonderliche Augenbewegung erfassen, das Auge kann die Kolumne also senkrecht durchlaufen. So schmale Kolumnen stellen zwar hohe Ansprüche an den Blocksatz, die genannten Publikationstypen sind aber wenig anspruchsvoll, was das Schriftbild betrifft.
Im modernen, elektronisch durchgeführten Layout wirft der Satz in mehreren Spalten besondere Probleme auf, da der Umbruch (Spaltenumbruch) – traditionell als Mettage bezeichnet – sich nicht mehr mit einfachen Steuerzeichen wie Zeilenumbruch und Seitenwechsel handhaben lässt: Der Fließtext muss bei Textveränderung von einer in die nächste Spalte fließen, und erst aus der letzten Spalte der Seite auf die erste Spalte der nächsten Seite. Daneben gibt es die komplexeren Problematiken des Kolumnensatzes, in dem etwa eine Spalte für einen anderen Text reserviert ist und aus dem Umbruch ausgenommen sein muss, oder sogar nur eine Halbkolumne, die halbe Höhe einer Spalte.
In auch für den Endbenutzer verfügbaren Office-Paketen des Desktop-Publishing ist Spaltensatz heute meist in den Grundzügen integriert.

## Spaltensatz im Web
Mit CSS3 gibt es die Möglichkeit, Text einer HTML-Seite zwei- oder mehrspaltig darzustellen.

## Weblink
- Umbruch im typolexikon.de